# Matrimonio all'italiana
Matrimonio all'italiana è un film del 1964 diretto da Vittorio De Sica il cui soggetto è la commedia teatrale Filumena Marturano di Eduardo De Filippo. 
Il film è dedicato alla memoria di Titina De Filippo, prima interprete teatrale e cinematografica del personaggio principale, morta l'anno precedente la realizzazione.

## Trama
Domenico Soriano, ricco pasticciere e impenitente donnaiolo, è legato all'ex prostituta Filumena Marturano da una relazione più che ventennale. Soriano l'aveva conosciuta al tempo della seconda guerra mondiale durante un bombardamento: dopo averla non immediatamente tolta dalla casa d'appuntamenti in cui lavorava, dapprima l'aveva sistemata in un appartamento di sua proprietà e poi l'aveva accolta in casa propria come badante della sua anziana madre, risoluto a tenerla con sé soltanto come amante ma illudendola di poter aspirare a qualcosa di più. 
La donna non ha altre relazioni, da parte sua invece Soriano è incostante, dedito ad altre esperienze e spesso distante per lunghi periodi, tuttavia la mantiene e sorveglia sul suo benessere e ritorna sempre da lei: ciononostante, per Domenico, Filomena rimane una prostituta, una donna con cui intrattenere una relazione in sordina, e nulla di più.
Filumena dal canto suo soffre per le continue umiliazioni inflittele da "don Mimì" (con tale nome era conosciuto nel postribolo e continuano a chiamarlo al presente anche in casa Filumena e il personale di servizio). Pur vedendo esaudita ogni sua richiesta in termini di denaro e di comodità, sente dentro di sé che le mancano stima e rispetto da parte dell'uomo. Dopo la morte della madre di Domenico, Filumena vorrebbe sistemarsi con lui sposandolo, egli tuttavia si nega, essendo intenzionato a mantenere le proprie libertà.
Appresa la notizia dell'imminente matrimonio di lui con una giovanissima cassiera della sua pasticceria,  Filumena finge di sentirsi male e chiede l'intervento di un prete per l'estrema unzione. A lui Filumena comunicherà il suo ultimo desiderio, vale a dire quello di sposare Domenico sebbene sia ormai in punto di morte. Il sacerdote, conoscendo la loro storia e il rapporto che li legava da anni, convincerà Soriano a fare quest'opera di bene. Terminata la celebrazione del rito e congedato il parroco, Filumena però sembra rianimarsi e riacquistare le forze, alzandosi dal letto e lasciando i presenti sconcertati.
Tuttavia, per quanto realmente stanca di essere trattata con disprezzo o sufficienza da Domenico e volesse esserne legittima moglie, Filumena non è mossa da arrivismo né ha montato una tale sceneggiata per legare egoisticamente l'uomo a sé: lo ha fatto bensì per garantire un avvenire e un cognome (Soriano, appunto) ai suoi tre figli, ormai cresciuti, che ella aveva avuto quando era una prostituta. Della loro esistenza aveva sempre accortamente tenuto all'oscuro Domenico, mantenendoli e pagando loro gli studi con il denaro che questi le garantiva per il suo mantenimento. Adesso Filumena vorrebbe quei figli con sé e Domenico e che tutti insieme formino una famiglia.
Di fronte a queste rivelazioni di Filumena, Soriano invece si affretta a convocare il suo avvocato per ottenere l'annullamento delle nozze in ragione della frode con la quale ella aveva raggiunto il suo scopo. Filumena, amareggiata e delusa, acconsente al volere di Domenico. Nel frattempo la donna, come si era promessa di fare, si rivela ai suoi figli, presentandosi quale loro madre, senza nascondere nulla di sé e del suo passato. I figli, dopo un'iniziale titubanza, o con scandalo o ritrosia, la accettano. 
Filumena, senza ribattere, firma davanti a Domenico i documenti di annullamento del matrimonio, rivelandogli anche, tuttavia, che uno dei tre giovani è figlio suo, ma senza precisare di quale si tratti, malgrado sia in grado di provargli in che modo ne abbia la certezza: prova di cui Soriano stesso, pur non riuscendo a venirne in possesso, ammette l'inconfutabilità. Per lei, infatti, obiettivo primario è salvaguardare il bene dei suoi figli. Alla richiesta dell'uomo di sapere chi sia il proprio, ella oppone un fermo silenzio, per amore degli altri due, i quali altrimenti sarebbero da lui discriminati.
Domenico comincia ad arrovellarsi all'idea di avere un erede e a riflettere sulla sua vita passata e presente e sul suo rapporto con Filumena. Così alla fine, dopo una sequela di inutili minacce e tentativi di desumere chi sia, fra i tre, suo figlio, comprende i valori familiari fondamentali e, ravvedendosi, sposa finalmente la donna che in realtà l'aveva accompagnato per tutta la vita, accettandone tutti e tre i figli come suoi.

## Distribuzione
Il film uscì nelle sale italiane il 18 dicembre 1964. Venne, in seguito, distribuito nei seguenti Stati:
- USA: Marriage Italian Style, 20 dicembre 1964
- Spagna: Matrimonio a la Italiana, 28 dicembre 1964
- Francia: Mariage à l'Italienne, 30 dicembre 1964
- Gran Bretagna: Marriage Italian Style, 1965
- Svezia: Giftas på italienska, 22 febbraio 1965
- Germania Ovest: Hochzeit auf italienisch, 4 marzo 1965
- Finlandia: Avioliitto italialaisittain, 26 marzo 1965
- Danimarca: Ægteskab på italiensk, 20 aprile 1965
- Giappone: 20 maggio 1965
- Unione Sovietica: Брак по-итальянски, luglio 1965 (Festival cinematografico internazionale di Mosca)
- Grecia: Gamos ala italika, 24 gennaio 1966
- Messico: Matrimonio a la Italiana, 3 marzo 1966
- Turchia: Italyan usulü ask, febbraio 1970

Nel 2007 il film è stato restaurato, con il contributo di Sky Cinema.

## Accoglienza

### Critica
Più voci della critica (da Laura e Morando Morandini a Francesco Mininni e Rangoni Machiavelli) si sono espresse su precisi punti nodali del film.
I critici hanno notato come la concentrata drammaticità del testo originale eduardiano sia stata sfumata dalla regia di De Sica in più leggeri toni da commedia, che avvicinano l'adattamento cinematografico a film quali Irma la dolce di Billy Wilder o Ieri, oggi, domani (entrambi del 1963 e quest'ultimo dello stesso De Sica: un'opera che ha dalla sua la medesima fortunata alchimia tra i due interpreti principali); addirittura, invece, per altri la modifica del titolo in una parodia del Divorzio all'italiana (1962) di Pietro Germi finirebbe per condurre ad una deriva nel grottesco un film che comunque aveva smarrito il tono originario per incentrarsi maggiormente sul registro del dramma lacrimevole fino ad insistere sui caratteri della pateticità e del sentimentalismo partenopei: così facendo per di più verrebbe trascinato a "scadere" in "stilemi ottocenteschi", toni "bozzettistici" e "folclorici".
Viceversa, Gian Luigi Rondi proprio nelle caratteristiche del sentimento e dell'emotività appassionatamente esaltate nel film rintraccia il clou della produzione drammatica ottocentesca nella sua tensione a ribadire l'essenziale imprescindibilità, di fatto incontrovertibile, di sentimenti e valori radicali: la maternità e la paternità.
Più pagine critiche evidenziano il valore di una risorsa cui nel film viene data forte rilevanza, il flashback, inteso come consapevole scelta "del cinema e dei suoi meccanismi" rispetto alla mera drammaturgia o anche come metodo per ravvivare il tono da commedia o risolvere la quantità di elementi esterni, ma non di meno quale elemento di complicazione ed oscurità nella narrazione.
In particolare con grande attenzione si soffermano sulla valente prova di interpretazione non solo di Mastroianni ma di Sophia Loren, come anche della direzione di attori: se non è agevole trasformare una Loren all'acme dell'avvenenza, "spettacolare e trentenne, nella consumata e drammatica Filumena", per di più si riesce a far in modo che la sua presenza scenica filtri e depuri quasi lo squallore degli ambienti e della situazione e il senso di disfacimento di una città e di un mondo che da esso promana, riscattandoli. 

## Riconoscimenti
- 1966 - Premio Oscar
  - Candidatura Miglior film straniero
  - Candidatura Migliore attrice protagonista a Sophia Loren
- 1965 - David di Donatello
  - Miglior regista a Vittorio De Sica
  - Miglior produttore a Carlo Ponti
  - Migliore attrice protagonista a Sophia Loren
  - Miglior attore protagonista a Marcello Mastroianni
  - Candidatura Miglior film
- 1965 - Golden Globe
  - Samuel Goldwyn International Award
  - Candidatura Miglior attore in un film commedia o musicale a Marcello Mastroianni
  - Candidatura Migliore attrice in un film commedia o musicale a Sophia Loren
- 1965 - Nastro d'argento
  - Migliore attrice non protagonista a Tecla Scarano
  - Candidatura Miglior produttore a Carlo Ponti
  - Candidatura Migliore attore protagonista a Marcello Mastroianni
  - Candidatura Migliore attrice protagonista a Sophia Loren
  - Candidatura Migliore fotografia a Roberto Gerardi
- 1965 - Moscow International Film Festival
  - Miglior attrice a Sophia Loren